# Mathias Norsgaard Jørgensen
Mathias Norsgaard Jørgensen (Silkeborg, 5 de maig de 1997) és un ciclista danès professional des del 2016. Actualment corre a l'equip Movistar Team. En el seu palmarès destaca el campionat nacional en contrarellotge del 2022.

## Palmarès
- 2014
  - Vencedor d'una etapa al Tour de l'Abitibi
  - Vencedor d'una etapa a la Copa del President de la vila de Grudziądz
- 2015
  - Vencedor d'una etapa a la Copa del President de la vila de Grudziądz
  - Vencedor d'una etapa a la Sint-Martinusprijs Kontich
  - Vencedor d'una etapa a l'Aubel-Thimister-La Gleize
- 2017
  - 1r a la Crono de les Nacions-Les Herbiers-Vendée sub-23
- 2018
  -  Campió de Dinamarca en contrarellotge sub-23
  - 1r a la Crono de les Nacions-Les Herbiers-Vendée sub-23
- 2019
  - 1r al Duo Normand, amb Rasmus Christian Quaade
- 2022
  -  Campió de Dinamarca en contrarellotge
- 2023
  - 1r al Gran Premi Herning

### Resultats a la Volta a Espanya
- 2022. No surt (10a etapa)